# La Polla-rossa
La Polla-rossa es una masía española del municipio de Salomó, perteneciente a la provincia de Tarragona, en la comunidad autónoma de Cataluña.

## Toponimia
El lugar puede aparecer referido como «La Polla-rossa» y «Pollarrosa».

## Historia
Hacia mediados del siglo XIX, el lugar, ya por entonces perteneciente a Salomó, tenía contabilizada una población de 49 habitantes. Aparece descrito en el decimotercer volumen del Diccionario geográfico-estadístico-histórico de España y sus posesiones de Ultramar de Pascual Madoz con las siguientes palabras:

POLLARROSA: ald. en la prov. de Tarragona (5 horas), part. jud. de Vendrell (3 1/2), aud. terr., c. g. y dióc. de Barcelona (18), ayunt. de Salamó (1/2). sit. en una llanura con buena ventilacion, y clima frio, pero sano; las enfermedades comunes son, fiebres intermitentes. Tiene 3 casas, y una capilla aneja á la parr. de Salamó, con cuyo térm. confina por N., O. y S. y por el E. con Montferri. El terreno es de ínfima clase; la parte montuosa está poblada de pinos y mata baja; le cruzan varios caminos locales, de herradura, que se hallan en mal estado. prod.: trigo, centeno, vino y legumbres; cria ganado lanar y cabrío, y caza de perdices, conejos y liebres. ind.: 2 molinos de harina impulsados por las aguas del r. Gayá, que pasa por los límites del térm. comercio: esportacion de vino y ganado é importacion de otros art. de primera necesidad. pobl.: 3 vec., 49 alm. cap. prod.: 242,866. imp.: 7,285.
(Madoz, 1849, pp. 108-109)